# أنا والمسجد
أنا والمسجد هو فيلم كندي وثائقي إنتاج عام 2005، أخرجته زرقا نواز [الإنجليزية].

## موضوع الفيلم
ويدور حول جهود المسلمات في أمريكا الشمالية من أجل الصلاة في المساجد، والتفريق بين النساء والرجال في أماكن العبادة.
وفي الفيلم تتحدث ناواز مع نساء من جاليات إسلامية كندية في بريتش كولومبيا وساسكاتشوان ومانيتوبا وأونتاريو. وتحضر مؤتمر الجمعية الإسلامية في أمريكا الشمالية في شيكاغو في الولايات المتحدة، وتتحدث مع الناشطة إسراء نعماني و«أمينة السليمي»، وأيضاً مع طارق السويدان عن دور المرأة في الإسلام.

## المنتج
أنتج الفيلم كجزء من مسابقة المجلس الوطني لأفلام كندا لدمج المخرجين الملونين، بالاشتراك مع شبكة سي بي سي نيوزوورلد.

## روابط خارجية
- أنا والمسجد على موقع IMDb (الإنجليزية)
- أنا والمسجد على موقع روتن توميتوز (الإنجليزية)
- أنا والمسجد على موقع أول موفي (الإنجليزية)